# Gol Transportes Aéreos
Gol Transportes Aéreos is een Braziliaanse luchtvaartmaatschappij met haar thuisbasis in São Paulo.

## Geschiedenis
Gol Transportes Aéreos is opgericht in 2000 door Grupo Aurea, en groeide in ruim tien jaar uit tot grootste luchtvervoerder van Latijns-Amerika. In februari 2014 sloot de maatschappij zich aan bij de alliantie Air France KLM - Delta Airlines, dat daarmee een tweestrijd won van mededinger Lufthansa. Door deze samenwerking zal het aantal luchtverbindingen tussen Europa en Brazilië flink toenemen. Air France KLM geeft GOL een financiële injectie, en KLM-topman Camiel Eurlings werd benoemd in de Raad van Toezicht van GOL (2013-2014). In de zomermaanden komen er meestal vliegtuigen van GOL naar Nederland, om te vliegen voor Transavia.

## Ongeluk
- Op 20 december 2003 vloog vlucht 1756 naar Brazilië met als eindbestemming Porto Alegre. Bij de landing schoof de Boeing 737 van de landingsbaan en kwam tot stilstand tegen een stenen muur. Alle 149 inzittenden overleefden het ongeval.[2]
- Op 29 september 2006 stortte een 737 neer van Gol boven de Amazone, na een botsing met een ander vliegtuig. Geen van de inzittenden overleefde het incident. Zie: Gol Transportes Aéreos-vlucht 1907.

## Vloot
Op 1 september 2019 bestond de vloot van Gol Transportes Aéreos uit:
| Type              | Totaal | Orders | Passagiers | Passagiers | Passagiers | Opmerkingen |
| Type              | Totaal | Orders | W          | Y          | Totaal     | Opmerkingen |
| ----------------- | ------ | ------ | ---------- | ---------- | ---------- | ----------- |
| Boeing 737-700    | 24     | —      | 42         | 104        | 144        |             |
| Boeing 737-800    | 95     | —      | 36         | 150        | 186        |             |
| Boeing 737 MAX 8  | 7      | 93     | 36         | 144        | 180        |             |
| Boeing 737 MAX 8  | 7      | 93     | 42         | 144        | 186        |             |
| Boeing 737 MAX 10 | —      | 30     | NNB        | NNB        | NNB        |             |
| Totaal            | 126    | 123    |            |            |            |             |